# Festival RTP da Canção 2015
O Festival RTP da Canção 2015 foi o quadragésimo nono Festival RTP da Canção e teve lugar nos dias 3, 5 e 7 de Março de 2015 no Estúdio 1 da RTP, na Avenida Marechal Gomes da Costa, em Lisboa. Jorge Gabriel e Joana Teles apresentaram a 1.ª semifinal, José Carlos Malato e Sílvia Alberto apresentaram a 2.ª semifinal. Já a apresentação da final coube a Catarina Furtado e a Júlio Isidro.

## Festival

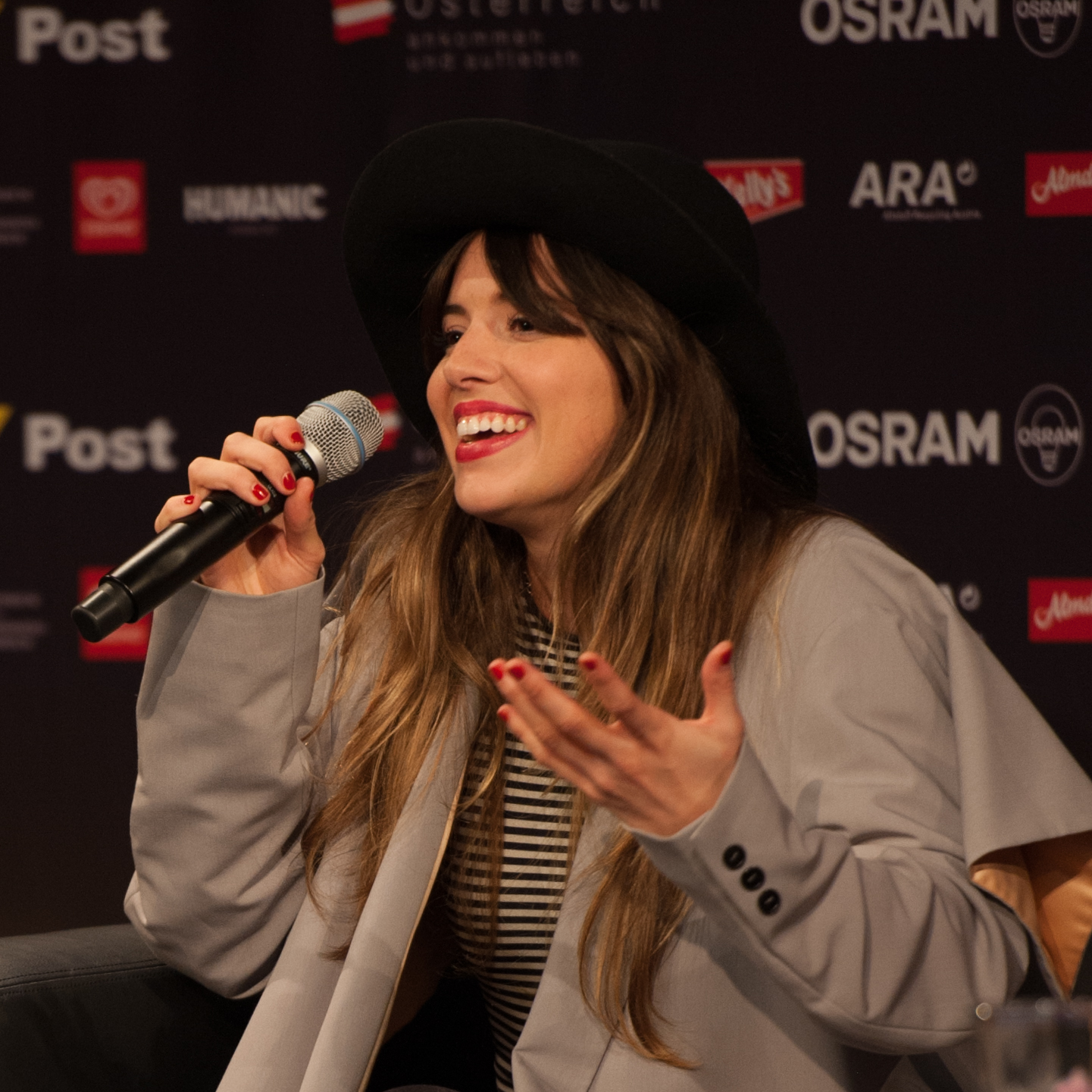
Leonor Andrade, vencedora do Festival RTP da Canção 2015

Em 27 de Julho de 2014, a RTP confirmou a sua participação no Festival Eurovisão da Canção de 2015, que decorreu em Viena, na Áustria, marcando o seu 51º aniversário de participações naquele concurso. A 16 de Janeiro foi divulgado o método de seleção de Portugal seria diferente, em comparação com os anos anteriores do Festival da Canção. No mesmo dia, foi revelado que a RTP iria convidar 12 compositores para o certame e no dia 30 que o certame iria ser constituído por duas semifinais e uma final, sendo revelada a data a 10 de Fevereiro (semifinais: 3 e 5 de Março e final: 7 de Março). Cada semifinal foi composta por seis canções, sendo ao todo 12 o número de compositores e cantores em competição. As duas canções mais votadas de cada semifinal apuraram-se para a Grande Final, sendo que uma terceira canção foi apurada através do voto de um painel de jurados composto pelos compositores a concurso naquela semifinal, sendo que não poderiam votar na sua canção. Na grande final, os seis apurados estiveram sujeitos à votação do público, sendo que os dois mais votados pelo televoto e um terceiro candidato escolhido pelos jurados se apuraram para a Finalíssima, onde disputaram o direito de representar a RTP em Viena, onde o televoto foi o único método de votação.

## Resultados
No dia 19 de fevereiro (quinta feira) foi conhecida a ordem de atuação dos concorrentes.
Legenda
| Cor     | Resultado                 |
| ------- | ------------------------- |
| Amarelo | Qualificação via televoto |
| Roxo    | Qualificação via Júri     |

### 1º Semi-final
| # | Artista           | Canção                     | Música (m) / Letra (l)                    | Resultado  |
| - | ----------------- | -------------------------- | ----------------------------------------- | ---------- |
| 1 | Rita Seidi        | "Lisboa, Lisboa"           | Sara Tavares (m & l), Kalaf Epalanga (l)  | Não passou |
| 2 | Leonor Andrade    | "Há um mar que nos separa" | Miguel Gameiro (m & l)                    | Passou     |
| 3 | Filipa Baptista   | "A noite inteira"          | Augusto Madureira (m & l)                 | Não passou |
| 4 | Yola Dinis        | "Outra vez primavera"      | Nuno Feist (m), Nuno Marques da Silva (l) | Passou     |
| 5 | Gonçalo Tavares   | "Tu tens uma mágica"       | Gonçalo Tavares (m & l), José Cid (l)     | Passou     |
| 6 | Adelaide Ferreira | "Paz"                      | Adelaide Ferreira (m & l)                 | Não passou |

### 2º Semi-final
| # | Artista            | Canção                                | Música (m) / Letra (l)                       | Resultado                               |
| - | ------------------ | ------------------------------------- | -------------------------------------------- | --------------------------------------- |
| 1 | Rubi Machado       | "Quando a Lua voltar a passar"        | Sebastião Antunes (m & l)                    | Não passou                              |
| 2 | José Freitas       | "Mal menor (ninguém me guia à razão)" | Diogo Churky (m & l)                         | Passou                                  |
| 3 | Teresa Radamanto   | "Um fado em Viena"                    | Fernando Abrantes (m), Jorge Mangorrinha (l) | Passou                                  |
| 4 | Simone de Oliveira | "À espera das canções"                | Renato Júnior (m), Tiago Torres da Silva (l) | Passou                                  |
| 5 | Filipe Gonçalves   | "Dança Joana"                         | Héber Marques (m & l)                        | Não passou                              |
| 6 | Diana Piedade      | "Maldito tempo"                       | Carlos Massa (m & l)                         | Não passou (foi depois desclassificada) |

Nota: A 12 de março de 2015, cinco dias após a realização do certame, a canção "Maldito tempo" foi desclassificada, uma vez que não era inédita/original, desrespeitando, por isso, o regulamento do festival.

### Grande final
| # | Artista            | Canção                                | Música (m) / Letra (l)                       | Resultado  |
| - | ------------------ | ------------------------------------- | -------------------------------------------- | ---------- |
| 1 | José Freitas       | "Mal menor (ninguém me guia à razão)" | Diogo Churky (m & l)                         | Não passou |
| 2 | Yola Dinis         | "Outra vez primavera"                 | Nuno Feist (m), Nuno Marques da Silva (l)    | Não passou |
| 3 | Leonor Andrade     | "Há um mar que nos separa"            | Miguel Gameiro (m & l)                       | Passou     |
| 4 | Simone de Oliveira | "À espera das canções"                | Renato Júnior (m), Tiago Torres da Silva (l) | Não passou |
| 5 | Teresa Radamanto   | "Um fado em Viena"                    | Fernando Abrantes (m), Jorge Mangorrinha (l) | Passou     |
| 6 | Gonçalo Tavares    | "Tu tens uma mágica"                  | Gonçalo Tavares (m & l), José Cid (l)        | Passou     |

#### Finalíssima
| # | Artista          | Canção                     | Música (m) / Letra (l)                       | Lugar |
| - | ---------------- | -------------------------- | -------------------------------------------- | ----- |
| 1 | Leonor Andrade   | "Há um mar que nos separa" | Miguel Gameiro (m & l)                       | 1º    |
| 2 | Teresa Radamanto | "Um fado em Viena"         | Fernando Abrantes (m), Jorge Mangorrinha (l) | 2º    |
| 3 | Gonçalo Tavares  | "Tu tens uma mágica"       | Gonçalo Tavares (m & l), José Cid (l)        | 2º    |

## Audiências
| Gala        | Data               | Audiência   | Audiência | Audiência | Ref.  |
| Gala        | Data               | Espetadores | Rating    | Share     | Ref.  |
| ----------- | ------------------ | ----------- | --------- | --------- | ----- |
| Semifinal 1 | 3 de março de 2015 | 826 000     | 8,7%      | 17,3%     | [ 6 ] |
| Semifinal 2 | 5 de março de 2015 | 722 000     | 7,6%      | 15,2%     | [ 6 ] |
| Final       | 7 de março de 2015 | 750 000     | 8%        | 18,6%     | [ 7 ] |